# Zsolt Becsey
Zsolt László Becsey (ur. 12 stycznia 1964 w Segedynie) – węgierski polityk i urzędnik państwowy, eurodeputowany VI kadencji (2004–2009), wiceminister gospodarki.

## Życiorys
W 1988 ukończył studia z zakresu stosunków międzynarodowych na Uniwersytecie Ekonomicznym im. Karola Marksa w Budapeszcie. W 2003 uzyskał stopień naukowy doktora.
Od 1988 pracował w administracji publicznej w ramach Ministerstwa Spraw Zagranicznych. Reprezentował węgierski rząd w strukturach Rady Europy, w 1991 został sekretarzem reprezentacji krajowej przy Komisji Europejskiej. Od 1999 do 2003 był ministrem nadzwyczajnym i pełnomocnym przy Unii Europejskiej w Brukseli.
W wyborach w 2004 z listy Fideszu został deputowanym do Parlamentu Europejskiego. Był członkiem Komisji Gospodarczej i Monetarnej oraz grupy EPP-ED. W 2010 został sekretarzem stanu w Ministerstwie Gospodarki Narodowej w drugim rządzie Viktora Orbána.